# Klaus Lindenberger
Klaus Lindenberger (Linz, 28 de maio de 1957) é um ex-futebolista austríaco que atuava como goleiro. Exerce atualmente a função de treinador de goleiros no ASKÖ Donau Linz.

## Carreira
Dedicou 9 anos de sua carreira ao LASK Linz, equipe que defendeu entre 1979 e 1988, com um breve retorno em 2004, aos 47 anos. Jogou também pelo Swarovski Tirol, entre 1988 e 1991.
Se despediu pela primeira vez do futebol em 1993, de volta ao LASK, aos 35 anos (chegou a disputar oito jogos pelo clube em 2004), acumulando as funções de jogador e auxiliar-técnico do Eintracht Wels até 1997. Ainda atuaria em clubes amadores de seu país e da Alemanha até se aposentar novamente, desta vez com 52 anos de idade. Porém, retomou a carreira novamente em 2013, agora para defender o SV Urfahr, time amador que disputa a "1. Klasse Mitte" (uma das ligas amadores da Áustria) e pelo qual se encerrou em definitivo sua carreira como jogador.
Foi ainda treinador de goleiros das seleções da Áustria e de Seleção Israelense, além de exercer o cargo no Al-Wahda (Emirados Árabes Unidos entre 2009 e 2015. Também foi treinador do LASK entre 2008 e 2009 e diretor esportivo da equipe. Desde março de 2021, é o treinador de goleiros do ASKÖ Donau Linz, clube da quarta divisão austríaca.

## Seleção austríaca
Lindenberger disputou 43 jogos com a camisa da Seleção da Áustria durante 8 anos.[carece de fontes?] Disputou as Copas de 1982 (como reserva) e 1990, como titular.
Em sua participação na Copa de 1990, ficou marcado por vestir um uniforme todo colorido e pelo frango sofrido no gol de Bruce Murray, dos Estados Unidos, que não impediu a única vitória do time no torneio, 2 a 1. Sua despedida da seleção foi um amistoso contra a Suíça, em agosto do mesmo ano.

## Títulos
LASK Linz
- Campeonato Austríaco: 2 (1988–89 e 1989–90)

Swarovski Tirol
- Copa da Áustria: 1 (1988–89)

## Links
- Klaus Lindenberger em National-Football-Teams.com